# 金魚事務所
株式会社金魚事務所（英名:Kingyo Jimusho.Inc）は、日本のVFX制作会社。VFXスーパーバイザーの立石勝が代表取締役を務めている。社名は芸術家オノ・ヨーコの詩集『グレープフルーツ・ジュース』にある詩の一片「空飛ぶ金魚を想像してごらん」からきている。

## 参加作品

### 映画
- 2007年『サッド ヴァケイション』
- 2007年『Life 天国で君に逢えたら』
- 2008年『僕の彼女はサイボーグ』
- 2008年『フライング☆ラビッツ』
- 2008年『252 生存者あり』
- 2009年『禅 ZEN』
- 2009年『感染列島』
- 2009年『重力ピエロ』
- 2009年『余命一ヶ月の花嫁』
- 2009年『火天の城』
- 2009年『大怪獣バトル ウルトラ銀河伝説 THE MOVIE』
- 2010年『BOX 袴田事件 命とは』
- 2010年『おのぼり物語』
- 2010年『キャタピラー』
- 2010年『青春H』(古澤健監督「Making of Love」)
- 2010年『インシテミル ～7日間のデス・ゲーム～』
- 2011年『毎日かあさん』
- 2011年『アントキノイノチ』
- 2012年『アナザー Another』
- 2012年『あなたへ』
- 2013年『クロユリ団地』
- 2014年『MONSTERZ モンスターズ』
- 2015年『マエストロ!』
- 2016年『64-ロクヨン- 前編/後編』
- 2017年『HiGH&LOW THE MOVIE2/END OF SKY』
- 2017年『恋と嘘』
- 2017年『HiGH&LOW THE MOVIE3/FINAL MISSION』
- 2017年『8年越しの花嫁 奇跡の実話』
- 2018年『こどもしょくどう』
- 2018年『友罪』
- 2018年『終わった人』
- 2018年『菊とギロチン』
- 2018年『スマホを落としただけなのに』

### テレビドラマ
- 2011年『誰よりも君を愛す!』
- 2015年『37.5℃の涙』

### ゲーム
- 2008年『428 〜封鎖された渋谷で〜』